# Erich Steer
Erich Steer (* 28. November 1956) ist ein ehemaliger deutscher Fußballspieler.
Ab Juli 1976 spielte er für den FC Augsburg in der 2. Bundesliga Süd. Zur Saison 1979/1980 wechselte er zum SSV Ulm 1846. Dort beendete er 1989 seine Karriere.
In der Saison 1989/90 war Steer Cheftrainer des SSV in der Oberliga Baden-Württemberg. Anschließend war er bis 2001 Manager des Klubs.